# 皇家陆军军医队
皇家陆军军医队（英語：Royal Army Medical Corps，縮寫：RAMC）是英国陆军的一支军医部队，在战时和和平时期为所有陆军人员及其家属提供医疗服务。 查理二世统治时期，英国陆军已有军医队伍存在。皇家陆军军医队正式成立于1898年6月25日，第一任名誉指挥官（Colonel-in-Chief）是第一代康诺特和斯特拉森公爵阿瑟·阿尔伯特。